# The Souffleur
The Souffleur, auch Tristes Trópicos, ist ein österreichisch-argentinischer Spielfilm aus dem Jahr 2025 mit Willem Dafoe von Regisseur Gastón Solnicki, der gemeinsam mit Julia Niemann das Drehbuch schrieb.

## Handlung
Lucius ist der langjährige Manager des Hotels Intercontinental Wien am Wiener Stadtpark, das an ein argentinisches Bauunternehmen verkauft werden soll. Dieses möchte das Hotel abreißen und neu aufbauen. Nachdem Lucius von den Plänen erfährt, startet er einen persönlichen Rachefeldzug gegen den neuen Eigentümer.

## Produktion und Hintergrund

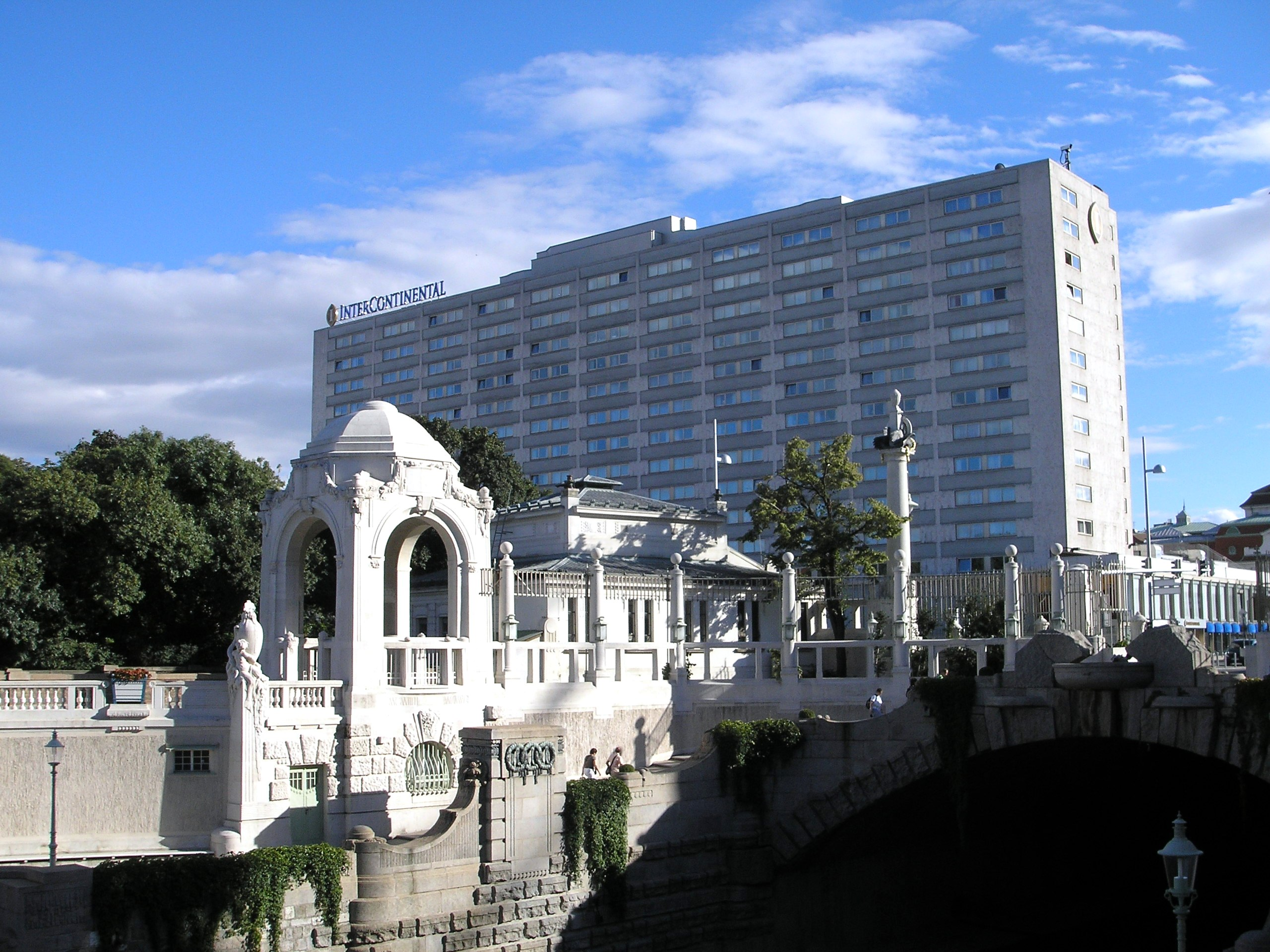
Einer der Drehorte: das Hotel Intercontinental Wien

Die Dreharbeiten fanden an 15 Drehtagen vom 25. Oktober 2024 bis zum 30. November 2024 in Wien statt. Drehort war das Hotel Intercontinental Wien.
Produziert wurde der Film von der österreichischen KGP Filmproduktion und Little Magnet Films, als Produzenten fungierten Gabriele Kranzelbinder, Paolo Calamita, Gastón Solnicki und Eugenio Fernández. Den Weltvertrieb übernahm Magnify. Unterstützt wurde die Produktion vom Filmfonds Wien und dem Österreichischen Filminstitut.
Die Kamera führte Rui Poças, die Montage verantwortete Ana Gudoy, die Musik schrieb Han Gyeol. Den Ton gestalteten Matthias Kassmannhuber und Nora Czamler, das Kostümbild Carola Pizzini, das Maskenbild  und das Szenenbild Monika Nguyen.
Der argentinische Regisseur Gastón Solnicki hatte zuvor unter anderem den Film A Little Love Package in Wien gedreht und im Oktober 2022 auf der Viennale vorgestellt. Drehbuchautorin Julia Niemann schrieb zuvor mit Daniel Hoesl das Drehbuch zu Veni Vidi Vici (2024).

## Veröffentlichung
Die Premiere der schwarzen Komödie ist am 31. August 2025 im Rahmen der 82. Internationalen Filmfestspiele von Venedig vorgesehen, wo die Produktion in den Wettbewerb der Sektion Orizzonti  eingeladen wurde. Im Mai 2025 wurde der Film am Marché du film in Cannes präsentiert.